# Князєв Сергій Миколайович
Сергі́й Микола́йович Кня́зєв (англ. Serhiy Knyazev, нар. 18 жовтня 1971, Мстьора, В'язниковський район, Володимирська область, РСФСР) — радник Міністра внутрішніх справ України, колишній голова Національної поліції України, член Колегії Міністерства внутрішніх справ України.

## Життєпис
Народився 18 жовтня 1971 року в селищі Мстьора у Владимирській області Росії. В дошкільному віці з батьками переїхав до міста Біла Церква на Київщині.
2002 закінчив Національну академію внутрішніх справ, у 2003 закінчив магістратуру, а у 2012 — ад'юнктуру НАВС.
Службу в органах внутрішніх справ розпочав у 1992 році міліціонером відділу охорони міста Біла Церква.
У 1995 році перейшов на службу в кримінальний відділ. З 1995 по 2008 рік пройшов службовий шлях від оперуповноваженого карного розшуку до заступника начальника — начальника кримінальної міліції, Білоцерківський міський відділ міліції.
Починаючи з 2008 року, керував управлінням карного розшуку ГУМВС України в Київській області.
З листопада 2014-го — т. в. о. заступника начальника Головного управління МВС України в Донецькій області, начальник кримінальної міліції.
З 15 липня 2015 року — начальник ГУ МВС України в Закарпатській області.
З 4 квітня 2016 року — начальник Головного управління Національної поліції в Рівненській області, його заступником став Максим Цуцкірідзе.
У серпні 2016 року президент Порошенко присвоїв Князєву звання генерала.
З 10 листопада 2016 року — начальник Департаменту карного розшуку Національної поліції України.
З 8 лютого 2017 року — голова Національної поліції України.
Член Колегії МВС України.
24 вересня 2019 року подав у відставку та призначений радником міністра внутрішніх справ.
Після початку повномасштабної війни вступив до лав Збройних сил України у 72-гу окрему механізовану бригаду у званні старший сержант.

## Звання
- Генерал поліції 3-го рангу (29.08.2016)[11]
- Генерал поліції 2-го рангу (04.08.2017)[12]
- Генерал поліції 1-го рангу (13.10.2018)[13]

## Нагороди
- Орден Данила Галицького (19.12.2014), за особисту мужність і героїзм, виявлені у захисті державного суверенітету та територіальної цілісності України, вірність військовій присязі[14].
- Почесне звання Заслужений юрист України (23.08.2018), за особистий внесок у зміцнення обороноздатності Української держави, мужність і самовідданість, виявлені під час бойових дій, високий професіоналізм та зразкове виконання службових обов'язків[15].